# Acacia pacensis
Acacia pacensis là một loài thực vật có hoa trong họ Đậu. Loài này được Rudd & A.M.Carter miêu tả khoa học đầu tiên.